# Eriothrix sapporensis
Eriothrix sapporensis är en tvåvingeart som beskrevs av Baranov 1952. Eriothrix sapporensis ingår i släktet Eriothrix och familjen parasitflugor. Inga underarter finns listade i Catalogue of Life.